# عبدالبصیر شفق

عبدالبصیر شفق (زادهٔ ۱۹۵۳م در افغانستان) شاعر و نویسندهٔ افغانستان است.  او در شرایط دشوار کودکی رشد کرد و از جوانی به دنبال یافتن معنای زندگی و خدمت به کشورش بود. در دههٔ جوانی به اتهام عضویت در حزب اسلامی دستگیر و به زندان پلچرخی افتاد. شفق از آن دوران به عنوان «دانشگاه» یاد می‌کند؛ جایی که با مطالعهٔ آثار بزرگ تاریخ و فلسفه، به اندیشه‌های ادبی و نویسندگی علاقه‌مند شد.
او تا سن ۶۵ سالگی به فعالیت‌های فرهنگی و تحصیلات ادامه داد و سپس به هلند مهاجرت کرد. در آن‌جا زندگی ادبی خود را پی گرفت و تاکنون چندین مجموعه شعر و بیش از ۱۴ رمان و داستان منتشر کرده‌است.

## آثار
- شفق در غروب (مجموعه شعر)
- خط قسمت (مجموعه شعر)
- فریاد بی‌صدا (مجموعه شعر)
- پرهیزگاران قاتل
- سوداگران قرن
- پاکیزه بنت درخت
- فرزند آفتاب
- در جست‌وجوی خدا (ترجمه شده به زبان انگلیسی)
- زنده به‌گوران (ترجمه شده به زبان هلندی)
- شب‌های دیوانه‌خانه
- لکه‌های خون و تولد دوباره
- خداپرستان بی‌خدا
- دختری از پشت پنجره (ترجمه شده به زبان هلندی)
- استبداد مذهبی
- شهر مرده‌ها
- مرده‌ها زنده می‌شوند
- سگ در دل عشق
- خواب اژدها در بستر پروانه

## زندگی شخصی
عبدالبصیر شفق پس از مهاجرت به هلند، همچنان در زمینهٔ ادبیات و نویسندگی فعالیت می‌کند.